# Thalictrum longistylum
Thalictrum longistylum är en ranunkelväxtart som beskrevs av Dc.. Thalictrum longistylum ingår i släktet rutor, och familjen ranunkelväxter. Inga underarter finns listade i Catalogue of Life.